# Росс, Брайан
Бра́йан Дж. Росс (англ. Brian G. Ross; род. 1946, Арвида, Квебек) — канадский кёрлингист.
В составе мужской сборной Канады серебряный призёр чемпионата мира 1977. Чемпион Канады среди мужчин (1977).
Играл на позиции первого.

## Достижения
- Чемпионат мира по кёрлингу среди мужчин: серебро (1977).
- Чемпионат Канады по кёрлингу среди мужчин: золото (1977), бронза (1976).

## Команды
| Сезон   | Четвёртый  | Третий      | Второй      | Первый       | Турниры             |
| ------- | ---------- | ----------- | ----------- | ------------ | ------------------- |
| 1975—76 | Джим Урсел | Арт Лобел   | Дон Эйткен  | Брайан Росс  | ЧК 1976             |
| 1976—77 | Джим Урсел | Арт Лобел   | Дон Эйткен  | Брайан Росс  | ЧК 1977 · ЧМ 1977   |
| 1999—00 | Дон Эйткен | Doug Hanson | Брайан Росс | Bob Suderman | ЧКВ 2000 (10 место) |

(скипы выделены полужирным шрифтом)